# Очиток густолистный
Очиток густолистный (лат. Sedum dasyphyllum) — вид суккулентных растений рода Очиток (Sedum) семейства Толстянковые (Crassulaceae), распространенный в Европе, Турции и нескольких странах Северной Африки.

## Описание

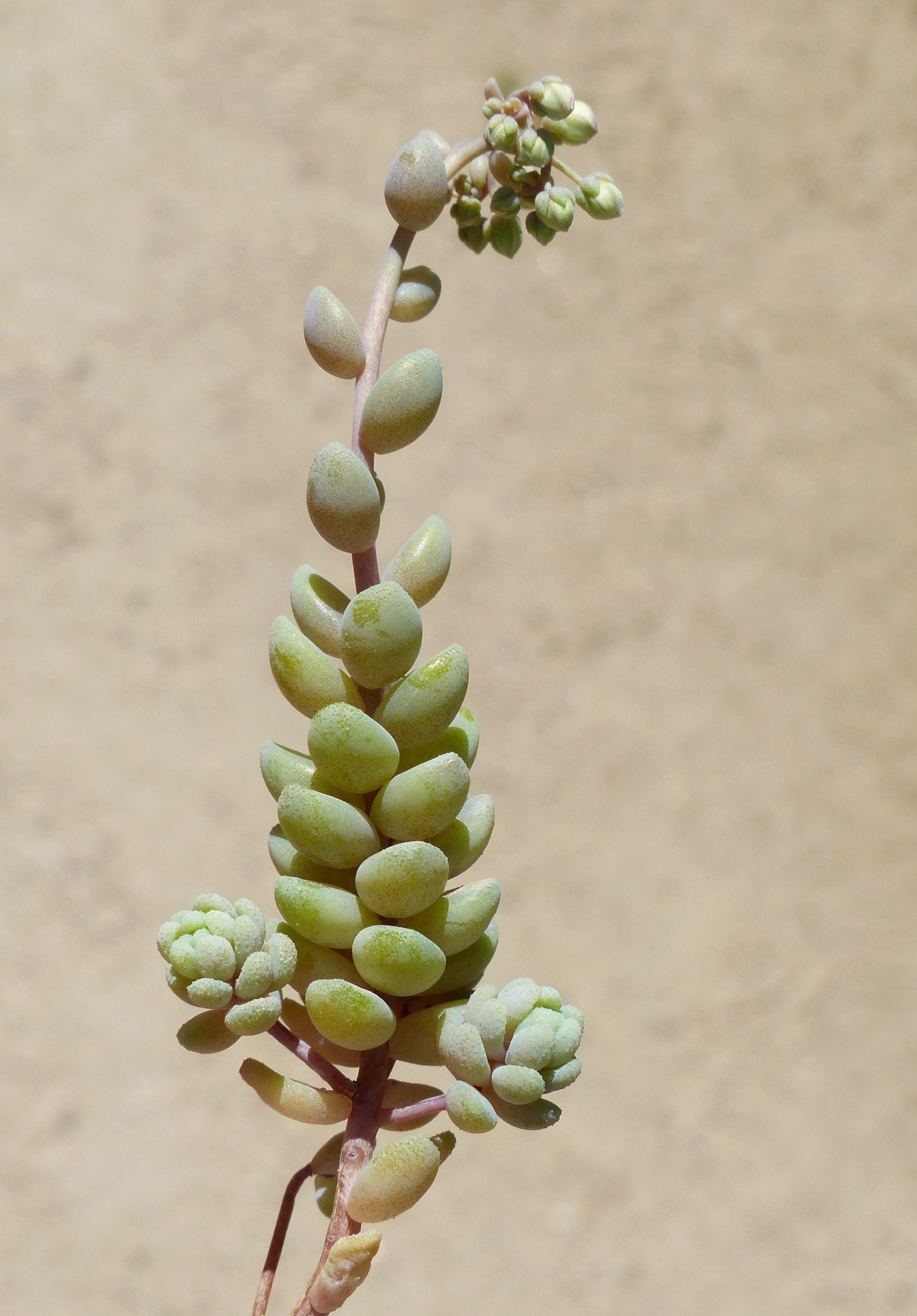
Очиток густолистный

Небольшое раскидистое многолетнее суккулентное растение. Формирует низкий ковер из крошечных, плотно прилегающих круглых листьев высотой 8(–12) см. Листья перекрещивающиеся (редко некоторые побеги с очередными листьями), черепитчатые, сочные, плотно упакованные. Цвет листьев варьирует от серо-зелёного и сизо-зеленого до красноватого. Форма листьев может быть яйцевидной, эллипсовидной или обратнояйцевидной. Они имеют размеры 3,5–7 мм и могут быть тупыми, полукруглыми или подострыми.
Сезон цветения наступает в раннее лето. Соцветия представлены в виде метёлок, которые могут быть прямостоячими или восходящими. Они обычно железисто-опушённые, простые, немногоцветковые, рыхлые и клейкие. Цветки располагаются на короткой цветоножке. Чашелистики сросшиеся в основании, равные, яйцевидные и острые. Чашечка опушенная и вязкая. Лепестки мясистые, выпуклые с обеих сторон. Они имеют форму продолговато-эллиптическую до ланцетной и окрашены в белый цвет, часто с килем от розового до красноватого. Длина лепестков составляет 3–5 мм. Нектарники жёлтые, обратнояйцевидные или почти прямосердцевидные. Количество пестиков равно количеству лепестков, нектарников и частей чашечки (5, иногда до 8), а количество тычинок вдвое больше. Плоды прямостоячие и коричневые, а семена яйцевидные, тускло-коричневые и ребристые.

## Распространение и экология

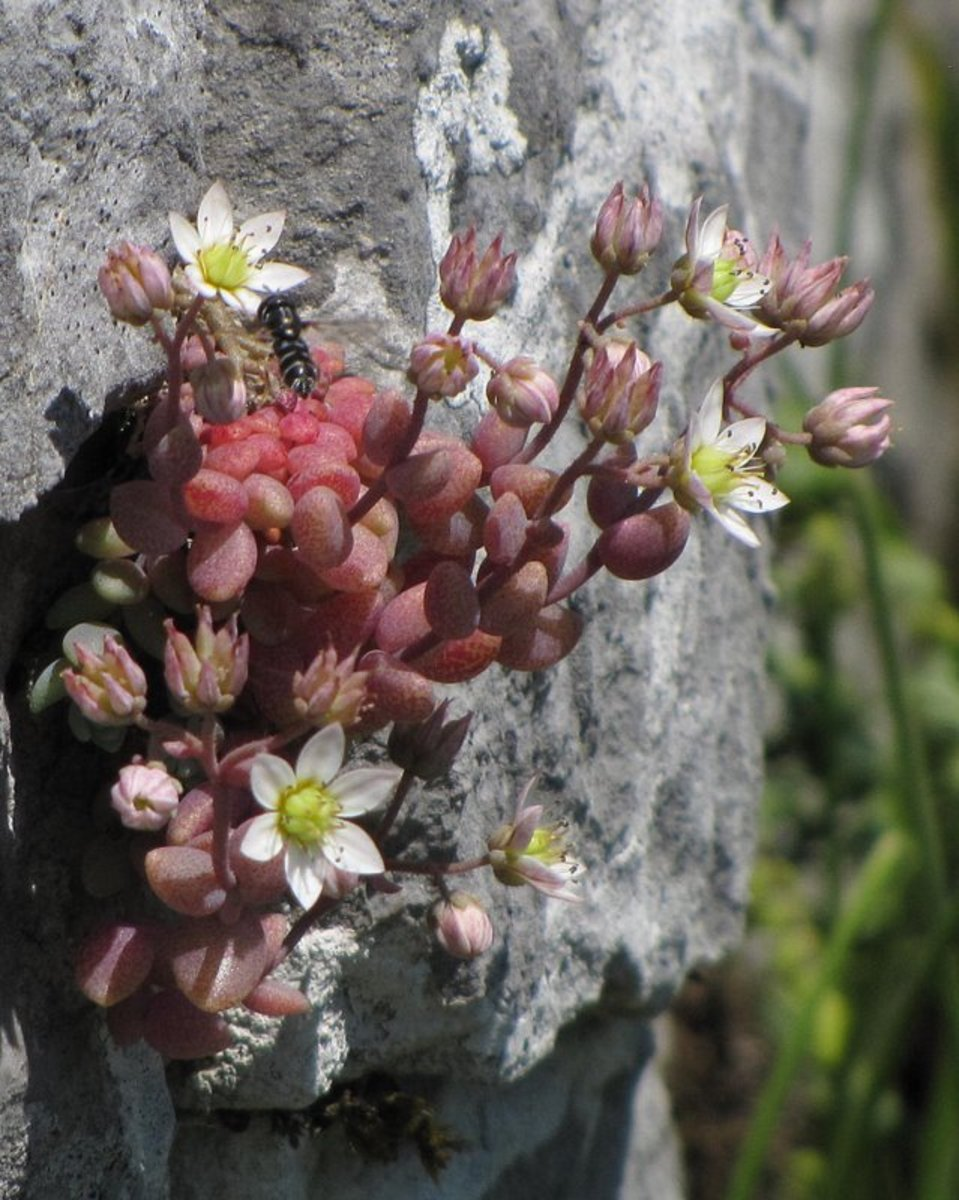
Растение, процветающее на скале

Вид произрастает на высоте от 0 до 2500 метров над уровнем моря. Он обычно встречается на скалах и в сухих каменистых местообитаниях — литофит. Растение предпочитает расти на вертикальных стенах, домах, туфовых стенах и на пустырях.

## Таксономия
Sedum dasyphyllum L., первое упоминание в Sp. Pl.: 431 (1753).

### Синонимы
Гомотипные (основанные на одном и том же номенклатурном типе):
- Leucosedum dasyphyllum (L.) Fourr. (1868), not validly publ.
- Oreosedum dasyphyllum (L.) Grulich (1984)
- Sedum granulatum Salisb. (1796), nom. superfl.

### Подвиды
Подтвержденные подвиды по данным сайта Plants of the World Online на 2023 год:
- Sedum dasyphyllum subsp. dasyphyllum
- Sedum dasyphyllum subsp. granatense (Pau) Castrov. & Velayos
- Sedum dasyphyllum subsp. oblongifolium (Ball) Maire